# مقاطعة مارتين (مينيسوتا)
مقاطعة مارشال (بالإنجليزية: Marshall County)‏ هي إحدى مقاطعات ولاية مينيسوتا في الولايات المتحدة الأمريكية.